# Mosinet Geremew
Mosinet Geremew (en amárico: ሞስነት ገረመው, 12 de febrero de 1992) es un deportista etíope que compite en atletismo, especialista en la prueba de maratón. Ganó dos medallas de plata en el Campeonato Mundial de Atletismo, en los años 2019 y 2022.

## Palmarés internacional
| Campeonato Mundial | Campeonato Mundial      | Campeonato Mundial | Campeonato Mundial |
| Año                | Lugar                   | Medalla            | Prueba             |
| ------------------ | ----------------------- | ------------------ | ------------------ |
| 2019               | Doha (Catar)            | Medalla de plata   | Maratón            |
| 2022               | Eugene (Estados Unidos) | Medalla de plata   | Maratón            |